# Eyburie
Eyburie est une commune française située dans le département de la Corrèze, en région Nouvelle-Aquitaine.

## Géographie

### Localisation
Eyburie est située dans le quart nord-ouest du département de la Corrèze, au centre-ouest de la France, en bordure ouest du Massif central.
Le bourg d'Eyburie est à 5km au nord-est d’Uzerche, à 32 km au nord-ouest de la préfecture Tulle et à 44 km au nord-est de Brive-la-Gaillarde.

### Communes limitrophes
Eyburie est limitrophe de huit autres communes.
Au nord, son territoire est distant d'environ 500 mètres de celui de Rilhac-Treignac.
Au sud-ouest, Espartignac n'est limitrophe que sur environ 170 mètres.
Les communes limitrophes sont  Chamboulive, Condat-sur-Ganaveix, Espartignac, Le Lonzac, Meilhards, Peyrissac, Pierrefitte et Uzerche.
|                      | Meilhards   | Peyrissac   |
| Condat-sur-Ganaveix  | Eyburie     | Le Lonzac   |
| Uzerche, Espartignac | Pierrefitte | Chamboulive |

### Géologie et relief
Le territoire de la commune, qui s'étend sur 2 914 hectares, est vallonné, recouvert de bocages, de bois et bosquets.
Eyburie, comme l’ensemble des communes du canton d'Uzerche (dans sa configuration d'avant 2015), est assis sur un sol essentiellement composé de gneiss.
L'altitude minimale 296 mètres se trouve localisée au sud-ouest, en aval du lieu-dit Moulin de Chaleix, là où la Vézère quitte la commune et sert de limite entre celles d'Espartignac et d'Uzerche. L'altitude maximale avec 451 mètres est située au nord-ouest, près du lieu-dit Puy Roger.

### Hydrographie
La commune est arrosée par plusieurs cours d'eau :
- la Vézère[3] — l'un des principaux affluents de la Dordogne — qui sur douze kilomètres marque la limite entre Eyburie et quatre autres communes à l'est et au sud : Le Lonzac, Chamboulive, Pierrefitte et Espartignac ;
- deux affluents de la Vézère : 
  - le Bradascou[4] en deux endroits distincts, au nord et au sud-ouest ;
  - le ruisseau d'Andreuil[5] au nord-est qui marque sur plus d'un kilomètre la limite entre Eyburie et Peyrissac ;
- un affluent du Bradascou, le ruisseau de Vialle[6], qui prend sa source au nord du bourg d'Eyburie.

Contrairement à ce qu'indique le Sandre, la Madrange et le Rujoux, affluents de rive gauche de la Vézère, ne peuvent arroser Eyburie dont le territoire est entièrement situé en rive droite de celle-ci.

### Climat
Pour des articles plus généraux, voir Climat de la Nouvelle-Aquitaine et Climat de la Corrèze.
Historiquement, la commune est exposée à un climat océanique limousin.  
En 2020, Météo-France publie une typologie des climats de la France métropolitaine dans laquelle la commune est dans une zone de transition entre le climat océanique altéré et le climat de montagne et est dans la région climatique  Ouest et nord-ouest du Massif Central, caractérisée par une pluviométrie annuelle de 900 à 1 500 mm, maximale en automne et en hiver.
Pour la période 1971-2000, la température annuelle moyenne est de 11 °C, avec  une amplitude thermique annuelle de 14,9 °C. Le cumul annuel moyen de précipitations est de 1 290 mm, avec 13 jours de précipitations en janvier et 8 jours en juillet. Pour la période 1991-2020, la température moyenne annuelle observée sur la station météorologique la plus proche, située sur la commune d'Uzerche à 7 km à vol d'oiseau, est de 12,1 °C et le cumul annuel moyen de précipitations est de 1 097,9 mm,. Pour l'avenir, les paramètres climatiques de la commune estimés pour 2050 selon différents scénarios d’émission de gaz à effet de serre sont consultables sur un site dédié publié par Météo-France en novembre 2022.

### Voies de communication et transports

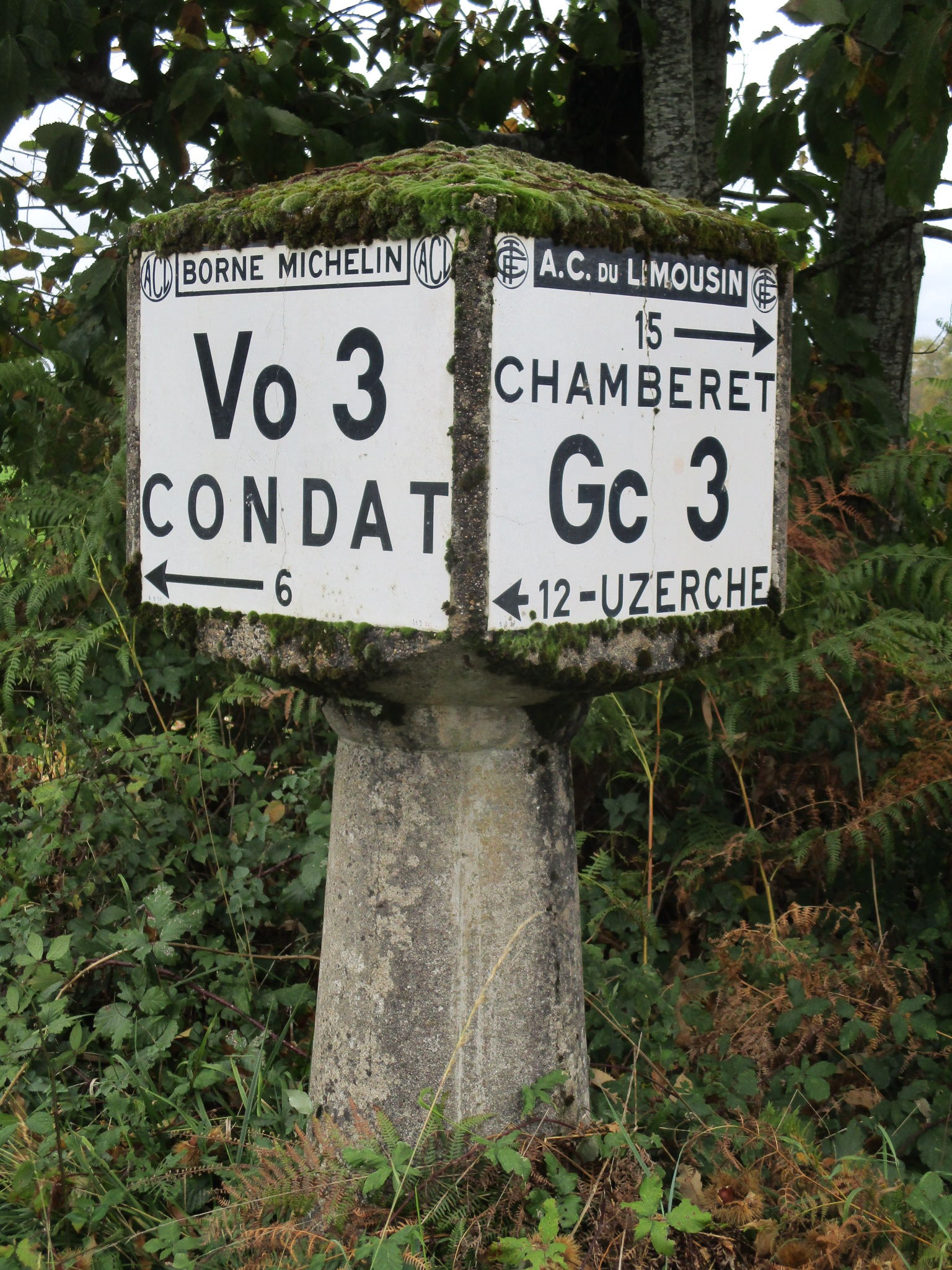
Une ancienne borne Michelin, située sur la commune, le long de la RD 3.

Pour accéder à Eyburie depuis l'autoroute A20, il faut emprunter la sortie 44 (nord) ou la sortie 45 (sud) et prendre ensuite à Uzerche la route départementale (RD) 3 qui traverse le bourg d'Eyburie. Le territoire communal est également desservi par les RD 3E3 et 26.
L’accès en train le plus proche se situe en gare ferroviaire d'Uzerche à 8,5 km.
Les aéroports les plus proches sont ceux de Brive-Vallée de la Dordogne (58 km) et de Limoges-Bellegarde (74 km).

## Urbanisme

### Typologie
Au 1er janvier 2024, Eyburie est catégorisée commune rurale à habitat très dispersé, selon la nouvelle grille communale de densité à 7 niveaux définie par l'Insee en 2022.
Elle est située hors unité urbaine. Par ailleurs la commune fait partie de l'aire d'attraction d'Uzerche, dont elle est une commune de la couronne,. Cette aire, qui regroupe 8 communes, est catégorisée dans les aires de moins de 50 000 habitants,.

### Occupation des sols
L'occupation des sols de la commune, telle qu'elle ressort de la base de données européenne d’occupation biophysique des sols Corine Land Cover (CLC), est marquée par l'importance des territoires agricoles (82,6 % en 2018), une proportion identique à celle de 1990 (82,6 %). La répartition détaillée en 2018 est la suivante : 
prairies (54,8 %), zones agricoles hétérogènes (27,8 %), forêts (16,4 %), zones urbanisées (1,1 %).
L'évolution de l’occupation des sols de la commune et de ses infrastructures peut être observée sur les différentes représentations cartographiques du territoire : la carte de Cassini (XVIIIe siècle), la carte d'état-major (1820-1866) et les cartes ou photos aériennes de l'IGN pour la période actuelle (1950 à aujourd'hui).

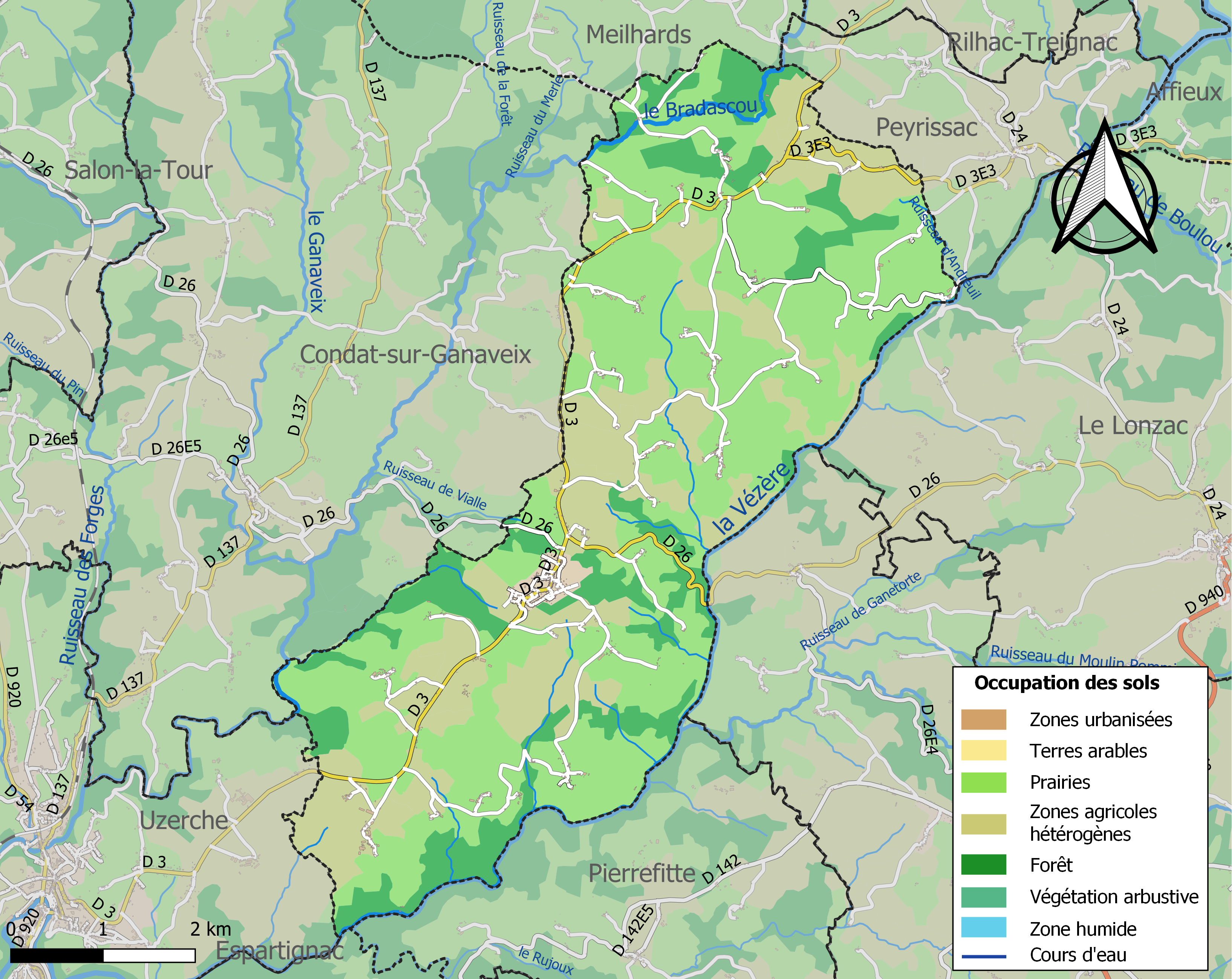
Carte des infrastructures et de l'occupation des sols de la commune en 2018 (CLC).

### Risques majeurs
Le territoire de la commune d'Eyburie est vulnérable à différents aléas naturels : météorologiques (tempête, orage, neige, grand froid, canicule ou sécheresse), feux de forêts et séisme (sismicité très faible). Il est également exposé à un risque technologique, la rupture d'un barrage, et à un risque particulier : le risque de radon. Un site publié par le BRGM permet d'évaluer simplement et rapidement les risques d'un bien localisé soit par son adresse soit par le numéro de sa parcelle.

#### Risques naturels

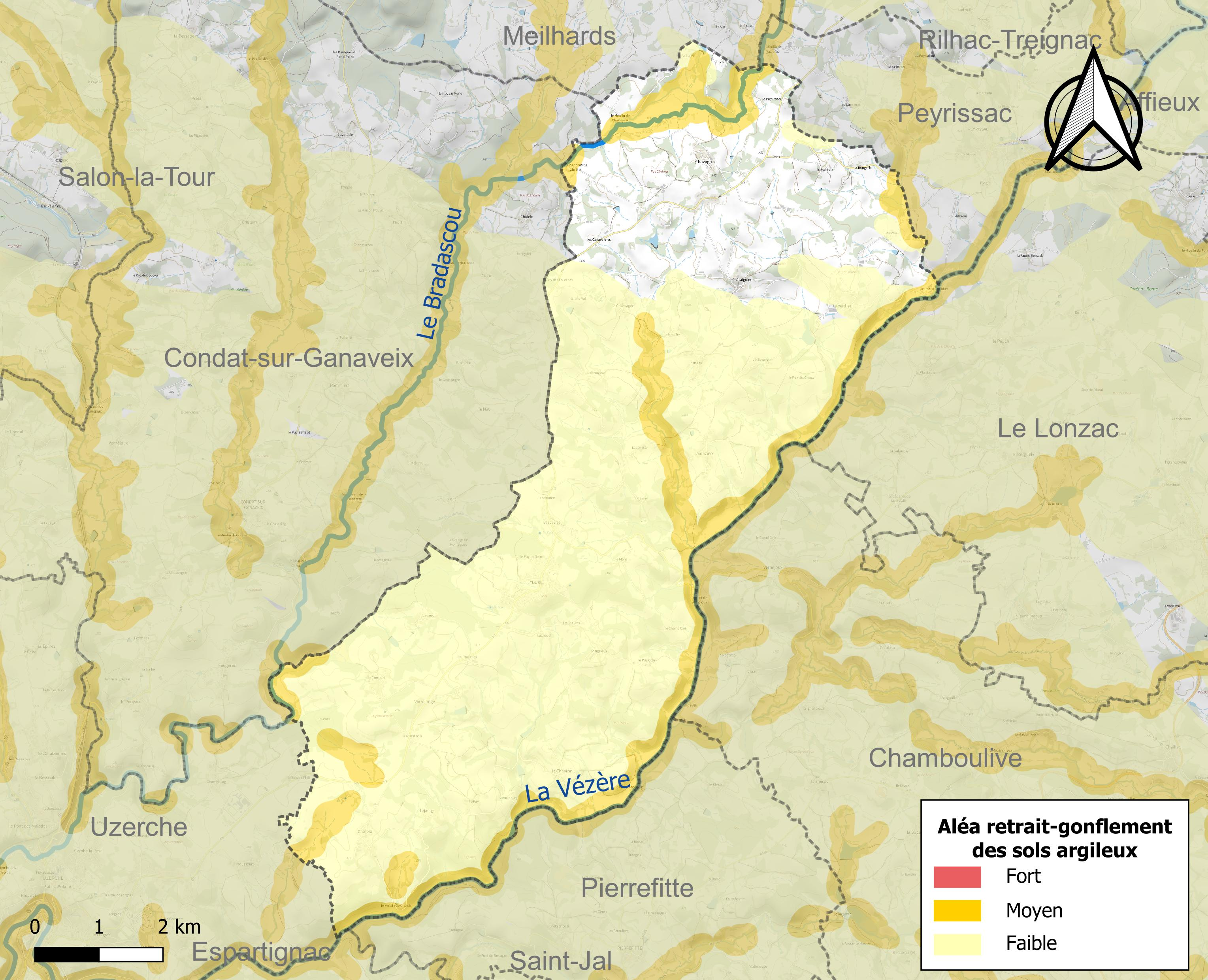
Carte des zones d'aléa retrait-gonflement des sols argileux d'Eyburie.

Le retrait-gonflement des sols argileux est susceptible d'engendrer des dommages importants aux bâtiments en cas d’alternance de périodes de sécheresse et de pluie. 14,7 % de la superficie communale est en aléa moyen ou fort (26,8 % au niveau départemental et 48,5 % au niveau national). Sur les 356 bâtiments dénombrés sur la commune en 2019, neuf sont en aléa moyen ou fort, soit 3 %, à comparer aux 36 % au niveau départemental et 54 % au niveau national. Une cartographie de l'exposition du territoire national au retrait gonflement des sols argileux est disponible sur le site du BRGM,.
Concernant les feux de forêt, aucun plan de prévention des risques incendie de forêt (PPRIF) n’a été établi en Corrèze, néanmoins le code de l’urbanisme impose la prise en compte des risques dans les documents d’urbanisme. Le périmètre des servitudes d'utilité publique et des zones d'obligation légale de débroussaillement pour les particuliers est quant à lui défini pour la commune dans une carte dédiée. 
La commune a été reconnue en état de catastrophe naturelle au titre des dommages causés par les inondations et coulées de boue survenues en 1982 et 1999. Concernant les mouvements de terrains, la commune a été reconnue en état de catastrophe naturelle au titre des dommages causés par des mouvements de terrain en 1999.

#### Risques technologiques
La commune est en outre située en aval du barrage de Monceaux la Virolle, un ouvrage de classe A situé en Corrèze et disposant d'une retenue de 20,5 millions de mètres cubes. À ce titre elle est susceptible d’être touchée par l’onde de submersion consécutive à la rupture de cet ouvrage.

#### Risque particulier
Dans plusieurs parties du territoire national, le radon, accumulé dans certains logements ou autres locaux, peut constituer une source significative d’exposition de la population aux rayonnements ionisants. Certaines communes du département sont concernées par le risque radon à un niveau plus ou moins élevé. Selon la classification de 2018, la commune d'Eyburie est classée en zone 3, à savoir zone à potentiel radon significatif. 

## Toponymie
L’origine du nom d’Eyburie n’est pas certaine. Il s’agit soit du nom propre germanique Eybour(g), soit du nom propre gaulois Eburo (« l'if »), qui aurait été latinisé en Eburius.
Eburius est utilisé comme adjectif, sous sa forme féminine, pour qualifier un sous-entendu : « terre d’Eburius »,.
En occitan, la commune porte le nom d'Esburia.

## Politique et administration

### Intercommunalité
Eyburie est membre de la communauté de communes du Pays d'Uzerche, qui est constituée de douze communes.

## Population et société

### Démographie
Les habitants sont appelés les Eyburicois.

#### Évolution démographique
L'évolution du nombre d'habitants est connue à travers les recensements de la population effectués dans la commune depuis 1793. Pour les communes de moins de 10 000 habitants, une enquête de recensement portant sur toute la population est réalisée tous les cinq ans, les populations de référence des années intermédiaires étant quant à elles estimées par interpolation ou extrapolation. Pour la commune, le premier recensement exhaustif entrant dans le cadre du nouveau dispositif a été réalisé en 2005.

En 2022, la commune comptait 488 habitants, en évolution de −1,21 % par rapport à 2016 (Corrèze : −0,59 %, France hors Mayotte : +2,11 %).
| 1793  | 1800  | 1806  | 1821  | 1831  | 1836  | 1841  | 1846  | 1851  |
| ----- | ----- | ----- | ----- | ----- | ----- | ----- | ----- | ----- |
| 1 040 | 1 267 | 1 151 | 1 331 | 1 381 | 1 482 | 1 452 | 1 488 | 1 484 |

| 1856  | 1861  | 1866  | 1872  | 1876  | 1881  | 1886  | 1891  | 1896  |
| ----- | ----- | ----- | ----- | ----- | ----- | ----- | ----- | ----- |
| 1 437 | 1 362 | 1 336 | 1 305 | 1 330 | 1 376 | 1 497 | 1 488 | 1 503 |

| 1901  | 1906  | 1911  | 1921  | 1926  | 1931  | 1936  | 1946 | 1954 |
| ----- | ----- | ----- | ----- | ----- | ----- | ----- | ---- | ---- |
| 1 537 | 1 521 | 1 533 | 1 240 | 1 207 | 1 036 | 1 003 | 874  | 785  |

| 1962 | 1968 | 1975 | 1982 | 1990 | 1999 | 2005 | 2006 | 2010 |
| ---- | ---- | ---- | ---- | ---- | ---- | ---- | ---- | ---- |
| 673  | 629  | 570  | 539  | 528  | 499  | 491  | 485  | 465  |

| 2015 | 2020 | 2022 | - | - | - | - | - | - |
| ---- | ---- | ---- | - | - | - | - | - | - |
| 492  | 491  | 488  | - | - | - | - | - | - |

### Enseignement
La commune est en regroupement pédagogique intercommunal avec celle de Condat-sur-Ganaveix : les enfants vont à l'école d'Eyburie en maternelle et en primaire jusqu'au CE1, puis à l'école primaire publique de Condat-sur-Ganaveix. Ensuite, les élèves vont au collège Gaucelm-Faidit d'Uzerche. Les lycées les plus proches sont ceux de Brive-la-Gaillarde, et de Tulle,.

## Économie

### Revenus de la population et fiscalité
En 2008, le revenu fiscal médian par ménage était de 13 717 €, ce qui plaçait Eyburie au 29 634e rang  parmi les 31 604 communes de plus de 50 ménages en métropole.

## Culture locale et patrimoine

### Lieux et monuments

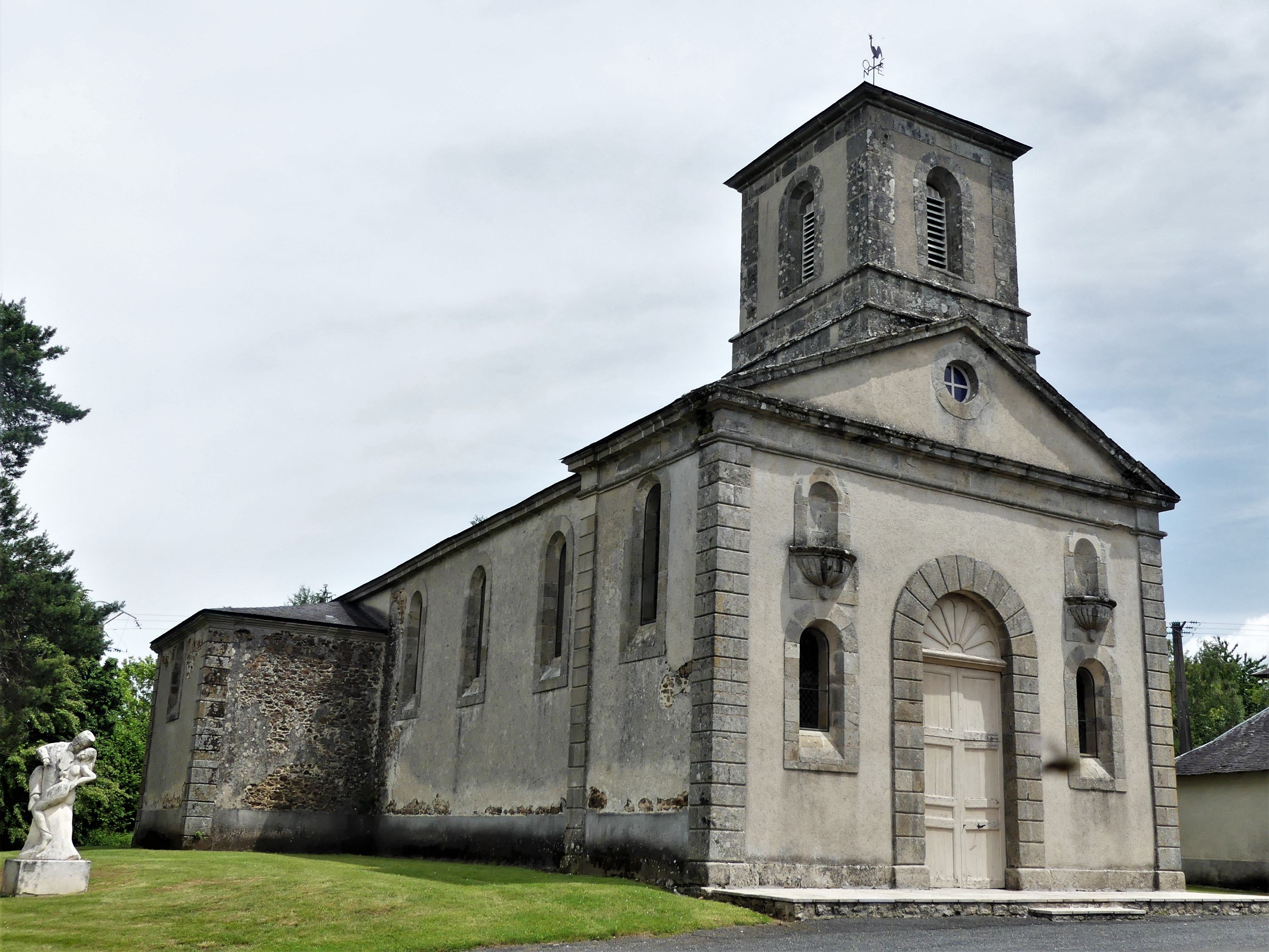
L'église.

- Église de la Nativité-de-Saint-Jean-Baptiste
- Monument aux morts

Le monument aux morts
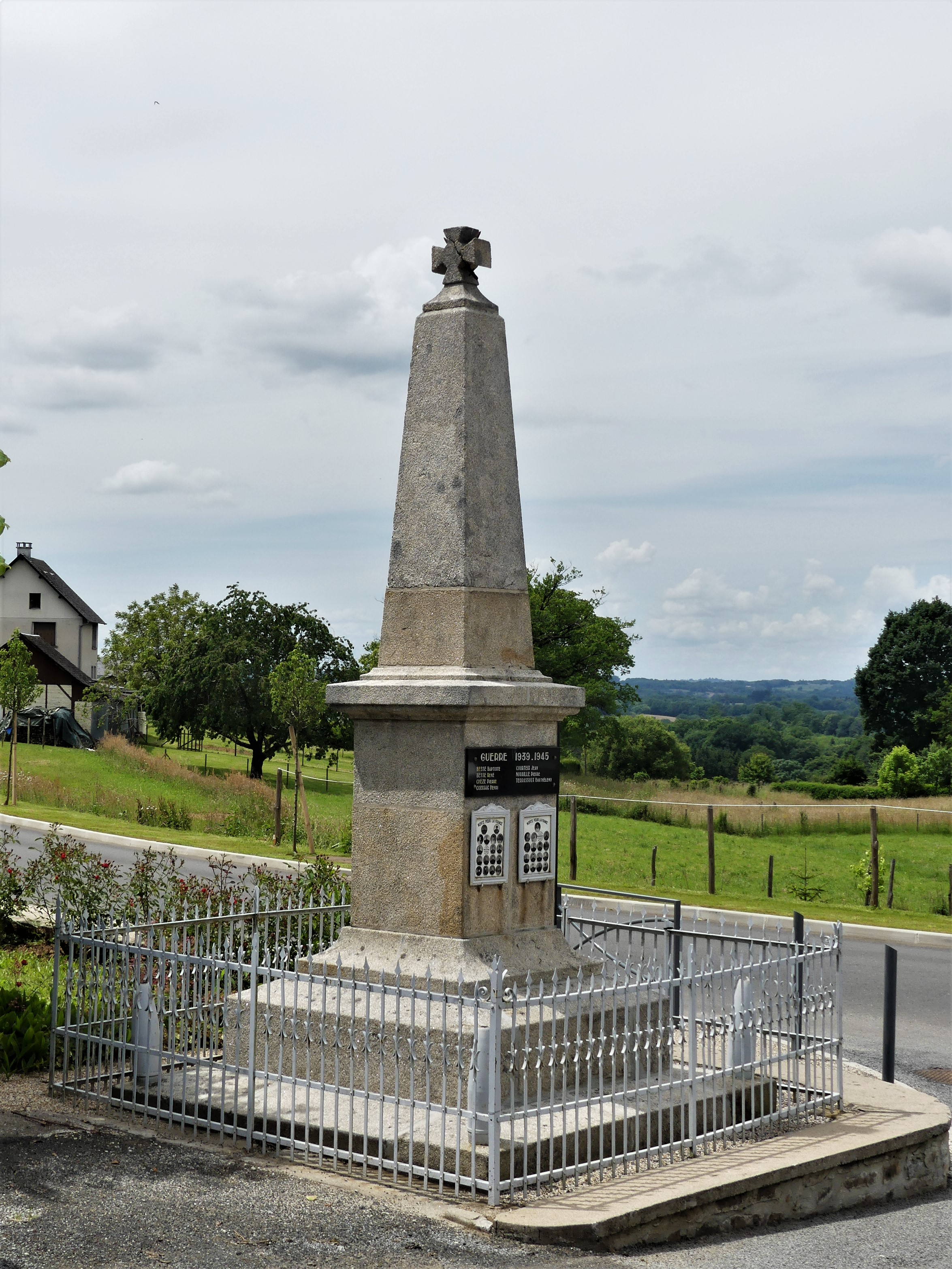
Vue d'ensemble.
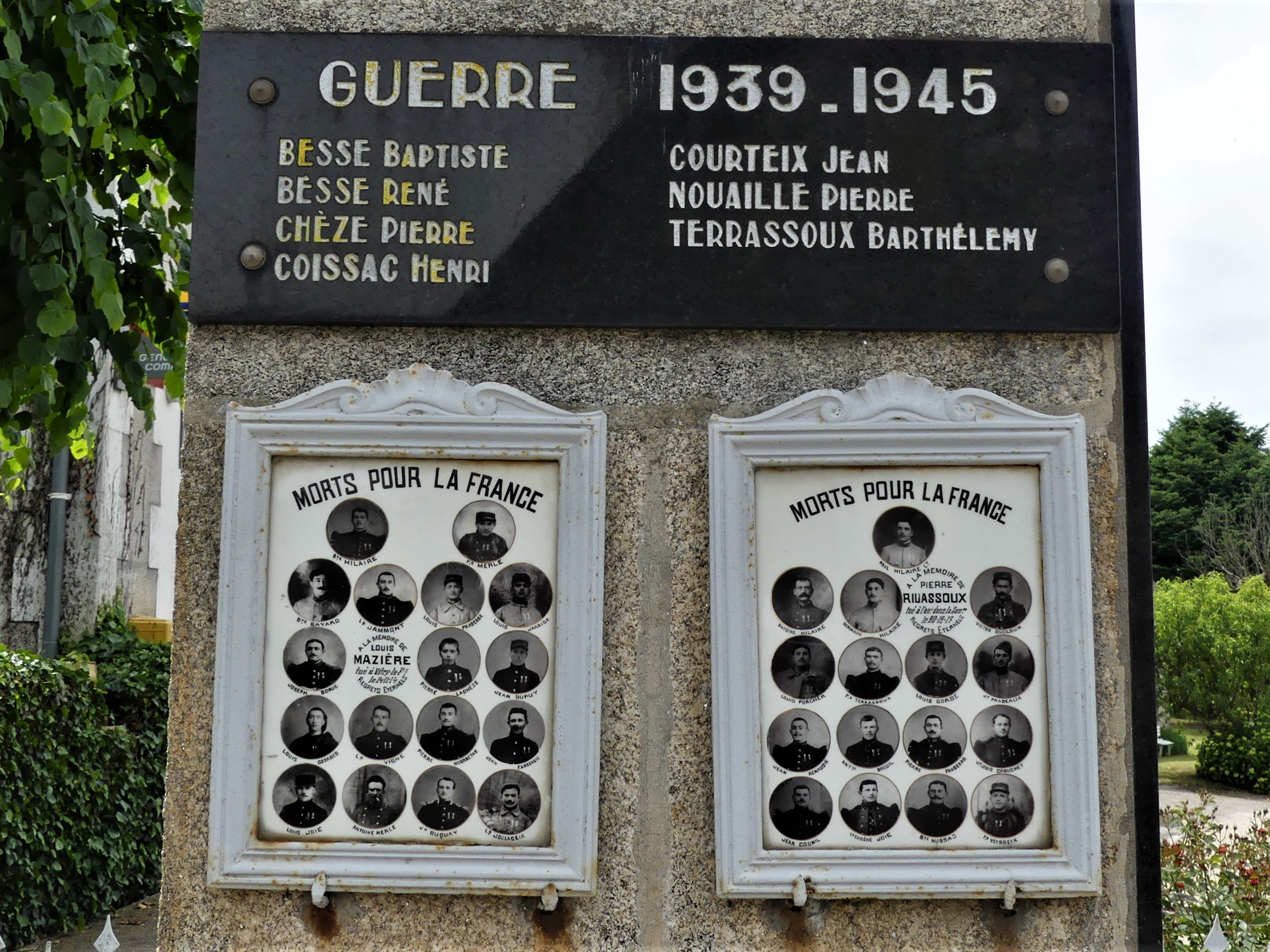
Détail : portraits des morts pour la France pendant la Première Guerre mondiale.

### Personnalités liées à la commune
- Jean-Baptiste Martial Materre (1772-1843), général des armées de la République et de l’Empire, né à Limoges et mort dans la commune.

### Héraldique
| Blason de Eyburie | Blason  | Écartelé : au 1er de gueules au demi-vol contourné d'or, au 2e d'or à deux lions léopardés de gueules l'un au-dessus de l'autre, au 3e d'argent à deux fasces ondées d'azur, au 4e de sinople à la gerbe de blé d'or. |
| Blason de Eyburie | Détails | Création Jean-François Binon. Adopté le 3 octobre 2020. |